# Kriegerdenkmal Wendischbrome
Das Kriegerdenkmal Wendischbrome ist ein denkmalgeschütztes Kriegerdenkmal im Ortsteil Wendischbrome der Gemeinde Jübar in Sachsen-Anhalt. Im örtlichen Denkmalverzeichnis ist das Kriegerdenkmal unter der Erfassungsnummer 094 90341 als Baudenkmal verzeichnet.

## Allgemeines
Bei dem Kriegerdenkmal handelt es sich um eine Gedenkstätte für die gefallenen Soldaten des Ersten Weltkriegs und des Zweiten Weltkriegs. Es ist eine Stele mit zwei Seitenflügeln auf einem mehrstufigen Sockel. Der mittlere Teil ist mit einem Eisernen Kreuz, Eichenkranz und Stahlhelm verziert und wird von einem Adler mit ausgebreiteten Schwingen gekrönt. Die beiden Seitenteile werden von einer Kugel gekrönt und weisen keine weiteren Verzierungen auf. Im mittleren Teil wurde eine Gedenktafel eingelassen und an den Seitenteilen wurde jeweils eine angebracht.
Im Kreisarchiv des Altmarkkreises Salzwedel ist die Ehrenliste der Gefallenen des Ersten Weltkriegs erhalten geblieben.

## Inschrift
Erster Weltkrieg
Zweiter Weltkrieg